# Sint-Theresiakerk (Tilburg)

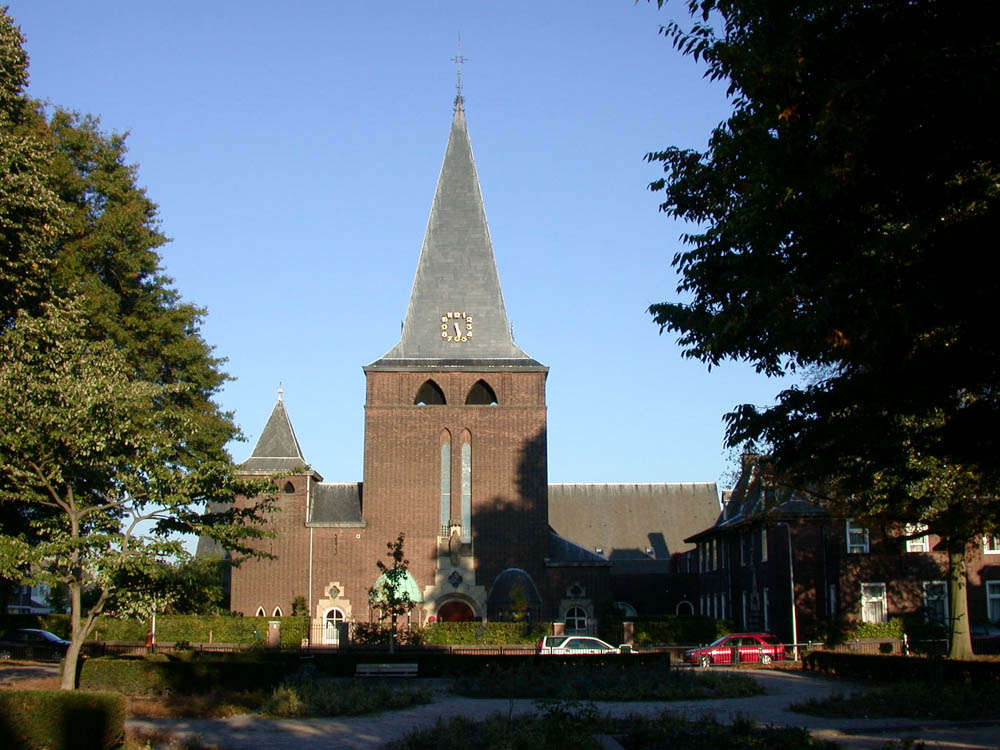
De kerk in 2003, met rechts in beeld de pastorie

De Sint-Theresiakerk is een bakstenen kerkgebouw in Tilburg dat zich bevindt aan het Theresiaplein 1.

## Architectuur
Deze driebeukige kruiskerk is ontworpen door Hendrik Willem Valk en C.W. van den Beld. Ze is gebouwd in expressionistische stijl die ook romaanse en gotische elementen bevat, en ze wordt gekenmerkt door een zeer gedrongen toren. Het interieur wordt gedomineerd door paraboolvormige constructies, waaronder het gewelf. Op de viering staat ook een toren. De bakstenen kerk bestaat uit een breed middenschip van zes traveeën lang met lagere zijschepen. Het is een christocentrische kerk.

## Geschiedenis
De kerk werd ingewijd in 1931. In 1997 werd de kerk onttrokken aan de eredienst. Een jaar later is het gebouw omgevormd tot een woningencomplex. 
De kerk is geklasseerd als rijksmonument.